# Bradicàrdia
La bradicàrdia (del grec βραδυκαρδία, bradicardía, "cor lent"), aplicada a la medicina de l'adult, es defineix com una freqüència cardíaca en repòs inferior a 60 bpm (batecs per minut), encara que poques vegades és simptomàtica fins que la taxa és inferior a 50 batecs/min. En estudis grans de població d'adults sense malaltia cardíaca subjacent, sobretot en esportistes, una freqüència cardíaca en repòs de 45-50 bpm podrien ser considerats com a límits inferiors de la normalitat, depenent de l'edat i el sexe. És més probable que la bradicàrdia es descobreixi en la gent gran, ja que tant per l'edat com per la progressió d'una malaltia cardíaca subjacent contribuirien a la seva presència. S'anomena bradiarrítmia a la bradicàrdia acompanyada d'un ritme irregular.
La bradicàrdia pot estar associada a símptomes de fatiga, dispnea, mareig, confusió i síncope, a causa de la reducció del flux sanguini cap al cervell, els pulmons i el múscul esquelètic. Els tipus de símptomes sovint depenen de l'etiologia de la freqüència cardíaca lenta, classificada per la ubicació anatòmica d'una disfunció dins del sistema de conducció cardíaca. Generalment, aquestes classificacions inclouen les categories àmplies de disfunció del node sinusal (DNS), blocatge auriculoventricular i altres malalties del teixit de conducció. No obstant això, la bradicàrdia també pot produir-se sense una disfunció del sistema de conducció natiu, derivada de medicaments com ara blocadors beta, blocadors dels canals de calci, antiarrítmics i altres colinèrgics. L'excés d'activitat del nervi vague o hipersensibilitat del si carotidi són causes neurològiques de bradicàrdia simptomàtica transitòria. L'hipotiroïdisme i les alteracions metabòliques són altres causes extrínseques comunes de bradicàrdia.
El tractament d'una bradicàrdia es reserva generalment als pacients amb símptomes, independentment de la freqüència cardíaca mínima durant el son o la presència d'anomalies del ritme cardíac concomitants (vegeu: Pausa sinusal), que són freqüents amb aquest trastorn. S'ha demostrat que la DNS no tractada augmenta el risc futur d'insuficiència cardíaca i síncope, de vegades justificant un tractament definitiu amb un marcapassos implantat. En les causes auriculoventriculars de bradicàrdia sovint cal la implantació d'un marcapassos quan no es troben causes reversibles de la bradicàrdia. Tant en la DNS com en els blocatges auriculoventriculars, la teràpia mèdica té poc paper tret que el pacient estigui hemodinàmicament inestable, que llavors pot requerir l'ús de medicaments com ara atropina, isoproterenol, i intervencions com l'ús d'un marcapassos transcutani, fins al moment que es pugui dur a terme un estudi per tal de seleccionar un tractament adequat a llarg termini. Tot i que les bradicàrdies asimptomàtiques rarament requereixen tractament, es recomana la consulta amb un metge, especialment a la gent gran.
El terme de bradicàrdia relativa s'utilitza per explicar una freqüència cardíaca que, si bé no és inferior a 60 batecs per minut, es considera massa lent per a la condició mèdica de l'individu actual.

## Causes
Aquesta arrítmia pot ser produïda per diverses causes: cardíaques i no cardíaques.
- Les causes no cardíaques són generalment secundàries, i pot implicar
  - Ús o abús de fàrmacs.
  - Metabòliques o endocrines, especialment en la tiroide, un desequilibri electrolític (hipercalcèmia i hiperpotassèmia).
  - Factors neurològics, els reflexos autonòmics.
  - Factors situacionals com el repòs al llit perllongat.
  - Autoimmunitat.
- Les causes cardíaques agudes o cròniques inclouen:
  - Cardiopatia isquèmica.
  - Valvulopatia.
  - Malaltia elèctrica primària degenerativa.

En última instància, es causen per tres mecanismes: depressió de l'automatisme del cor, bloqueig de conducció, o escapament dels marcapassos i dels ritmes.
Generalment hi ha dos tipus de problemes que donen lloc a bradicàrdia: trastorns del node sinusal, i trastorns del node auriculoventricular.
Amb la disfunció del nòdul sinusal (també anomenat síndrome del si malalt), pot haver-hi un automatisme desordenat o una alteració de la conducció de l'impuls des del nòdul sinusal en el teixit auricular circumdant (un "bloqueig de sortida"). Només els bloqueigs de segon grau sinostrial poden ser detectats per l'ús d'un ECG. És difícil i de vegades impossible assignar un mecanisme a un cas en concret de bradicàrdia, però el mecanisme subjacent no és clínicament rellevant en el tractament, que és el mateix en ambdós casos de la síndrome del si malalt: un marcapassos permanent.
Els trastorns de la conducció auriculoventricular (blocatges auriculoventriculars) poden ser conseqüència d'alteració de la conducció en el node AV, o en qualsevol lloc per sota d'ella, com en el feix de His. La rellevància clínica relacionada amb els blocatges AV és més gran que la dels blocatges sinoatrials.